# The Circle (Bon Jovi)
| Recensione | Giudizio |
| ---------- | -------- |
| AllMusic   | [ 8 ]    |

The Circle è l'undicesimo album in studio della band rock Bon Jovi, pubblicato in Italia il 6 novembre 2009. Il primo singolo estratto We Weren't Born to Follow ha debuttato nelle radio il 17 agosto 2009, per poi essere ufficialmente pubblicato il 31 agosto. Il secondo singolo estratto è la power ballad Superman Tonight, in rotazione radiofonica da dicembre. Il terzo singolo è When We Were Beautiful.

## Il disco
L'album segna un ritorno della band alle sue origini rock, dopo la parentesi country rappresentata dalla pubblicazione di Lost Highway.
Per quanto riguarda i contenuti del disco, a prevalere sono le tematiche sociali, affrontate da un punto di vista pieno di carica e speranza verso il futuro, con forti riferimenti agli eventi che hanno caratterizzato i mesi immediatamente precedenti alla pubblicazione dell'album stesso, come la crisi economica e i fatti politici avvenuti negli Stati Uniti d'America tra il 2008 e il 2009. Il singolo di lancio del disco, We Weren't Born to Follow, è invece un brano che parla di cambiamento, un'apologia dell'indipendenza, e un'incitazione a non seguire le masse. Riguardo al brano, Jon Bon Jovi ha anche dichiarato che rappresenta il punto centrale dell'intero disco e che è dedicato ai lavoratori e a tutte le persone che hanno sofferto insulti e soprusi, ma che riescono a rialzarsi e a riscrivere la storia. Proprio per i suoi contenuti, We Weren't Born to Follow è stata una delle canzoni eseguita dai Bon Jovi durante la cerimonia di commemorazione della caduta del muro di Berlino, tenutasi in occasione del ventenntale dell'evento. Ad accompagnare la pubblicazione del brano è stato un videoclip nel quale vengono citati personaggi ed eventi come la principessa Diana, Richard Branson della Virgin, Barack Obama, Martin Luther King e la protesta di piazza Tienanmen. We Weren't Born to Follow ha inoltre ricevuto una nomination ai Grammy Awards nella categoria Best Pop Performance By A Duo Or Group With Vocals.
Restando sulle tematiche sociali, il brano Work for the Working Man trae la propria ispirazione da quanto accaduto nella città di Wilmington, in Ohio, dopo la chiusura di una nota compagnia di spedizioni che rivestiva sulla località una forte importanza economica. Jon Bon Jovi ha dichiarato che David Axelrod, consigliere di Barack Obama, ha appeso una copia del testo di questo brano al muro del proprio ufficio, dicendo di averne bisogno per trarne ispirazione.
Nel disco non mancano le ballate, come ad esempio il secondo singolo estratto dall'album, Superman Tonight, pubblicato il 31 dicembre 2009. A proposito del brano, Jon Bon Jovi ha dichiarato di rivestire il ruolo di un osservatore esterno, che guarda una ragazza bella ed intelligente la quale, come molti altri giovani, pensa che ricevendo maggiore fiducia potrebbe essere più felice.

## Tracce
La versione standard del disco contiene 12 tracce. Nell'edizione scaricabile da iTunes, a queste si aggiunge una versione remix del brano We Weren't Born to Follow.
1. We Weren't Born to Follow – 4:03 (Jon Bon Jovi, Richie Sambora)
2. When We Were Beautiful – 5:18 (Jon Bon Jovi, Richie Sambora, Billy Falcon)
3. Work for the Working Man – 4:04 (Jon Bon Jovi, Richie Sambora, Darrell Brown)
4. Superman Tonight – 5:12 (Jon Bon Jovi, Richie Sambora, Billy Falcon)
5. Bullet – 3:50 (Jon Bon Jovi, Richie Sambora)
6. Thorn in My Side – 4:05 (Jon Bon Jovi, Richie Sambora)
7. Live Before You Die – 4:17 (Jon Bon Jovi, Richie Sambora)
8. Brokenpromiseland – 4:57 (Bon Jovi, Richie Sambora, John Shanks, Desmond Child)
9. Love's the Only Rule – 4:38 (Jon Bon Jovi, Richie Sambora, Billy Falcon)
10. Fast Cars – 3:16 (Jon Bon Jovi, Richie Sambora, Desmond Child)
11. Happy Now – 4:21 (Jon Bon Jovi, Richie Sambora, Desmond Child)
12. Learn to Love – 4:39 (Jon Bon Jovi, Richie Sambora, Desmond Child)

iTunes Bonus Track
1. We Weren't Born to Follow – 4:03 (Jon Bon Jovi, Richie Sambora) – Jason Nevins Remix

## Deluxe Limited Edition
L'album è stato pubblicato in due differenti edizioni: la versione tradizionale e quella deluxe, contenente il DVD del documentario When We Were Beautiful.

## Cronologia della pubblicazione
| Paese            | Data             |
| ---------------- | ---------------- |
| Germania         | 30 ottobre 2009  |
| Regno Unito      | 2 novembre 2009  |
| Giappone         | 4 novembre 2009  |
| Europa Australia | 6 novembre 2009  |
| Francia          | 9 novembre 2009  |
| Stati Uniti      | 10 novembre 2009 |

## Classifiche
The Circle ha esordito direttamente in prima posizione nella classifica degli album più venduti negli Stati Uniti d'America, con circa 163 000 copie vendute nel corso della prima settimana. L'album ha raggiunto il primo posto anche in Germania, Giappone, Svizzera e Canada. In particolare, in Canada le copie vendute nei primi 7 giorni sono state circa 30 000. In totale, le copie vendute a livello mondiale sono circa 3 milioni.

### Posizioni massime
| Paese                 | Posizione |
| --------------------- | --------- |
| Argentina             | 8         |
| Australia             | 4         |
| Austria               | 2         |
| Belgio (Fiandre)      | 31        |
| Belgio (Vallonia)     | 39        |
| Canada                | 1         |
| Danimarca             | 18        |
| Europa                | 2         |
| Finlandia             | 6         |
| Francia               | 39        |
| Germania              | 1         |
| Irlanda               | 7         |
| Italia                | 13        |
| Giappone              | 1         |
| Messico               | 38        |
| Norvegia              | 14        |
| Nuova Zelanda         | 20        |
| Paesi Bassi           | 4         |
| Polonia               | 41        |
| Portogallo            | 5         |
| Regno Unito           | 2         |
| Repubblica Ceca       | 11        |
| Spagna                | 3         |
| Svezia                | 9         |
| Svizzera              | 1         |
| Stati Uniti d'America | 1         |
| Ungheria              | 11        |

### Classifiche di fine anno
| Anno | Paese                 | Posizione |
| ---- | --------------------- | --------- |
| 2009 | Australia             | 86        |
| 2009 | Austria               | 35        |
| 2009 | Germania              | 75        |
| 2009 | Regno Unito           | 79        |
| 2009 | Stati Uniti d'America | 189       |
| 2009 | Svizzera              | 49        |
| 2010 | Canada                | 35        |
| 2010 | Europa                | 73        |
| 2010 | Stati Uniti d'America | 88        |

## Formazione

### Bon Jovi
- Jon Bon Jovi - voce, chitarra, songwriting
- Richie Sambora - chitarra, cori, songwriting
- David Bryan - tastiere, cori
- Tico Torres - batteria

### Altro personale
- John Shanks - produzione, songwriting
- Hugh McDonald - basso, cori
- Desmond Child - songwriting
- Billy Falcon - songwriting
- Darrell Brown - songwriting

## Tour promozionale
Per promuovere l'album, il gruppo intraprese il Circle Tour, partito l'11 febbraio 2010 dal Neal S. Blaisdell Center di Honolulu, e conclusosi il 19 dicembre dello stesso anno al Sydney Football Stadium di Sydney.